# Legio XXX Ulpia Victrix

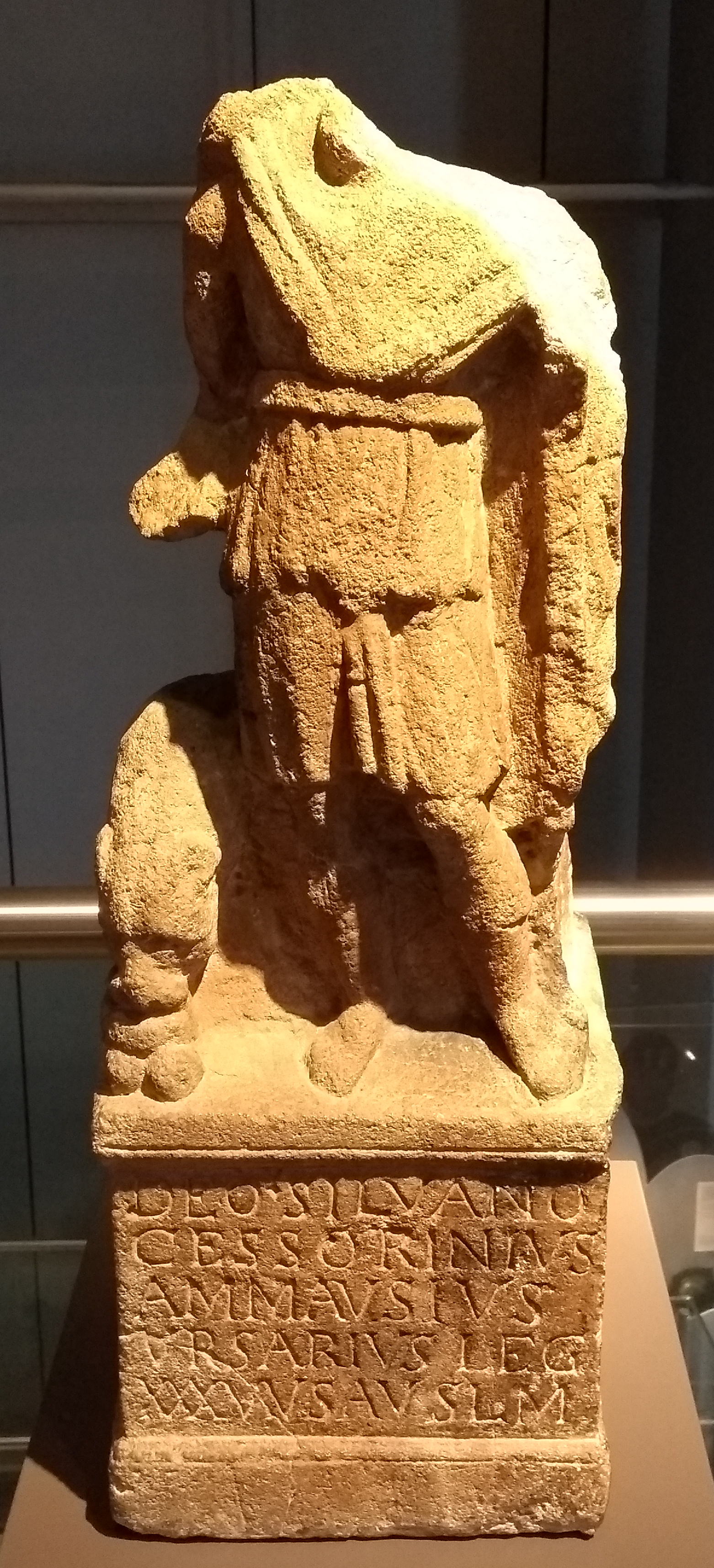
Deo Silvano / Cessorinius / Ammausius / ursarius leg(ionis) / XXX U(lpiae) V(ictricis) S(everianae) A(lexandrianae) / v(otum) s(olvit) l(ibens) m(erito)
Weihegabe des Bärenfängers der Legio XXX Ulpia Victrix an den Gott Silvanus, LVR-RömerMuseum Xanten

Die Legio XXX Ulpia Victrix war eine Legion der römischen Armee, die von Kaiser Trajan um das Jahr 105 für die Dakerkriege ausgehoben wurde. Sie war bis zum Beginn des 5. Jahrhunderts aktiv.

## Geschichte der Legion

### Ursprung, Namensgebungen und Embleme
Die Legion wurde zwischen 101 und 105 n. Chr. durch Kaiser Trajan unter dem Namen Leg XXX Ulpia Germanica aus italischen Rekruten aufgestellt. Die Nummer XXX (30) bezog sich auf die damalige Gesamtzahl der Legionen, wobei die fortlaufenden Zahlen von 23 bis 29 ausgelassen wurden. Ulpia nahm Bezug auf den Gentilnamen Trajans (Marcus Ulpius Traianus). Nach ihren ersten erfolgreichen Einsätzen im zweiten Dakerkrieg (106–107) erhielt die Legio XXX Ulpia den zusätzlichen Beinamen Victrix (die Siegreiche).
Inschriftlich wurde die Legion meistens als Legio XXX Ulpia Victrix, seltener als Legio XXX Ulpia bezeichnet. Die Nennung nur mit der Nummer, Legio XXX oder L(egio) TR(icensima), war sehr selten. In Einzelfällen wurden die Bezeichnungen Legio Ulpia und XXX Victrix verwendet. Den ehrenden Beinamen Pia Fidelis (treu und loyal) erhielt die Legion erstmals um das Jahr 211 n. Chr. von Septimius Severus. Kaiser Gallienus (253–268) verlieh ihr diesen Beinamen zum siebten Mal: VII Pia VII Fidelis. Unter Severus Alexander (222–235) wurde die Legion auch als XXX U. V. Alexandriana, XXX U. V. Severiana Alexandriana Pia Fidelis bzw. XXX U. V. Pia Fidelis Severiana Alexandriana überliefert.
Ihre Embleme waren im 1. und 2. Jahrhundert die Götter Neptun und Jupiter sowie der Steinbock. Um die Mitte des 3. Jahrhunderts führte sie unter Gallienus den Neptun, unter Victorinus um 270 den Steinbock und um 290 unter Carausius wieder den Gott Neptun als Symbol.

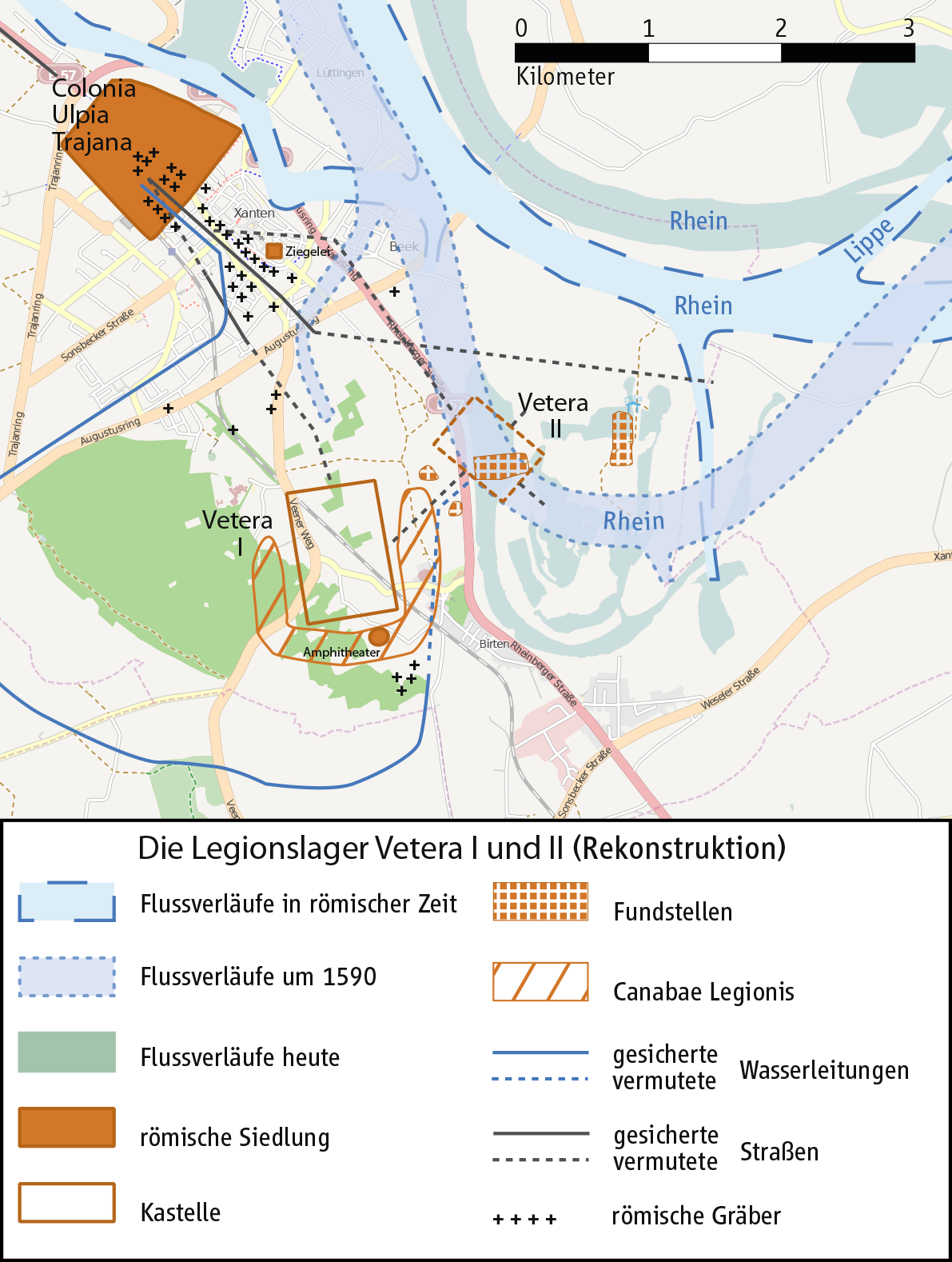
Lage der Legionslager Vetera I und II, sowie der Colonia Ulpia Traiana

### Adoptivkaiser und Antoninische Dynastie
Die Einsätze im Dakerkrieg sind nicht überliefert. Vermutlich gehörte die Legion zur Heeresgruppe, die von der römischen Provinz Moesia superior (Obermösien) aus operierte. Nach dem Ende des zweiten Dakerkrieges im Jahr 106 waren Abteilungen der Legion in der Provinz Pannonia superior (Oberpannonien) im Legionslager Brigetio stationiert, um zusammen mit Vexillationen der Legio XIV Gemina den bereits begonnenen Bau des Legionslagers zu beenden. Von zeitgleichen Bautätigkeiten der Truppe – auch in Carnuntum und Vindobona (Wien) – zeugen Ziegelstempel. Wahrscheinlich nahm eine Vexillation der Legion in den Jahren 114 bis 116 an den Feldzügen Trajans gegen die Parther teil und kehrte anschließend zu ihrer Legion zurück. Um 118/119, nach Rückkehr der Legio I Adiutrix in das fertiggestellte Legionslager von Brigetio, wurden die Verbände der Legio XXX Ulpia Victrix offensichtlich von dort abgezogen.
Vermutlich gehörte die Legio XXX zu den Einheiten, die 118 unter dem Oberbefehl von Quintus Marcius Turbo gegen die Jazygen vorgingen, welche die erst jüngst organisierte Provinz Dakien ernsthaft bedrohten.
Zwischen 119 und 121/122 wurde die XXX Ulpia Victrix in Brigetio von der Legio I Adiutrix abgelöst und ins Lager Vetera II (nahe dem heutigen Xanten) in Germania inferior verlegt, wo sie die nach Britannia (Britannien) abkommandierte Legio VI Victrix in den folgenden Jahrhunderten ersetzte.
Gleichzeitig (um 120) wurde eine Vexillation für die nächsten Jahrzehnte in Ulpia Noviomagus Batavorum (Nijmegen) stationiert. Für die Teilnahme einer Vexillation an Hadrians Britannienexpedition gibt es keine Hinweise. Inschriften aus der Zeit von Antoninus Pius (138–161) weisen auf den Einsatz einer Vexillation in Mauretania hin.

Bei Iversheim, einem Stadtteil von Bad Münstereifel, betrieb die Legion von 150 n. Chr. bis 300 n. Chr. eine große Kalkbrennerei. 
Zwischen 162 und 166 wurden Vexillationen der XXX Ulpia Victrix und I Minervia im Partherkrieg des Lucius Verus im Orient eingesetzt, 166 bis 175 und 178 bis 180 während der Markomannenkriege unter Mark Aurel an der Donau und 173 unter dem Oberbefehl des Statthalters der Gallia Belgica Didius Julianus gegen die Chauken.

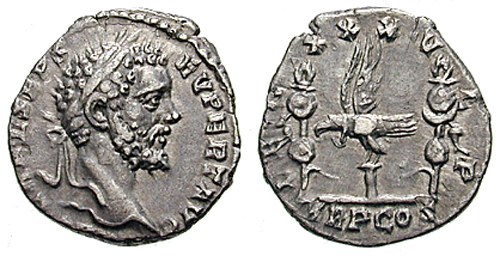
Die Ulpia Victrix unterstützte den Heerführer Septimius Severus bei seinem Wunsch Kaiser zu werden. Dieser Denar wurde 193 zu Ehren der Legion geprägt.

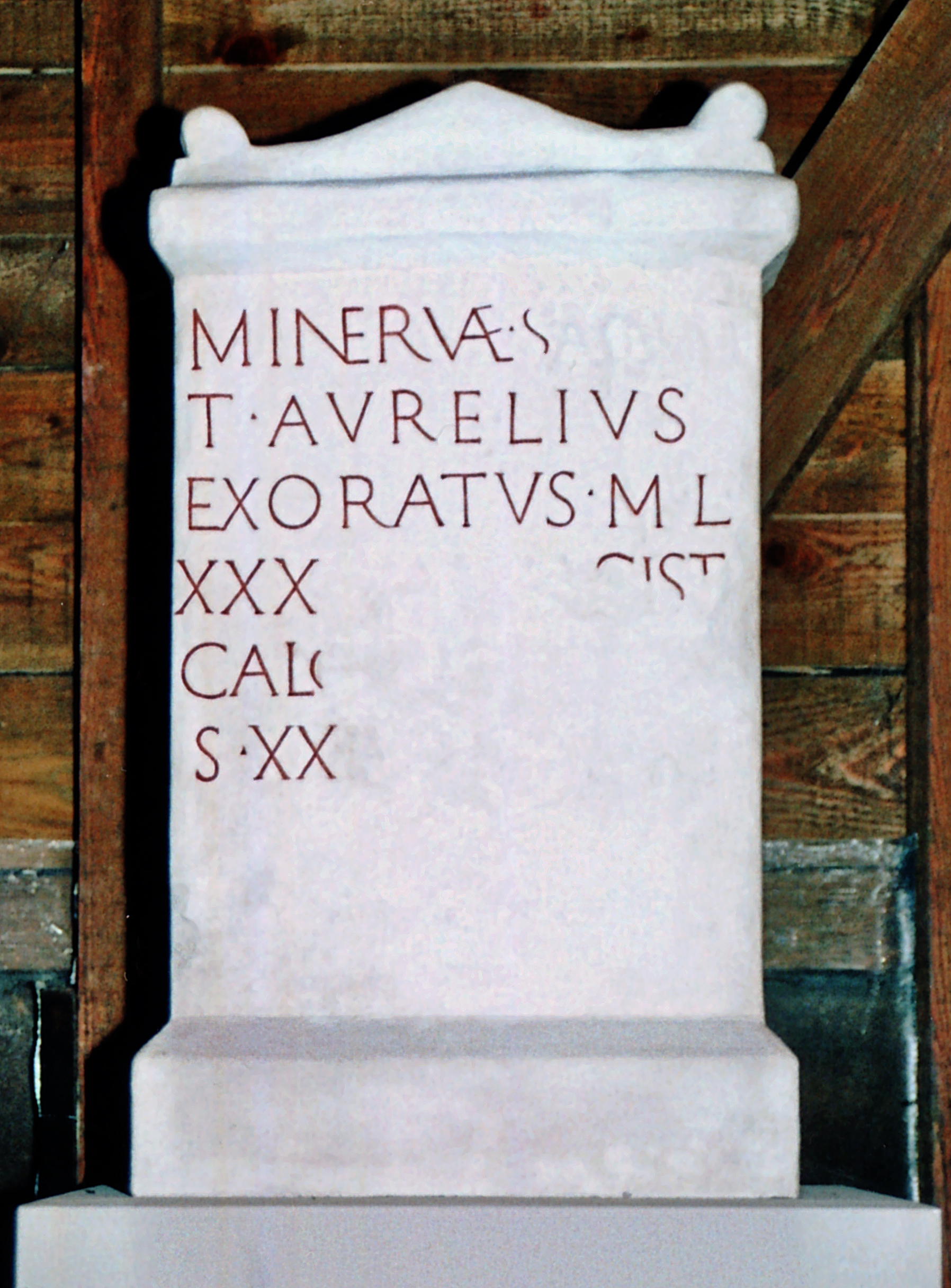
Minervae sacrum / T(itus) Aurelius / Exoratus m(iles) l(egionis) / XXX U(lpiae) V(ictricis) magist(er) / calc(ariorum) / HS XXI (semis?) [v(otum) s(olvit)] l(ibens) m(erito)
Dieser Weihestein wurde der Göttin Minerva von dem Soldaten Titus Aurelius Exoratus, Kalkbrennmeister, gestiftet.

### Zweites Vierkaiserjahr und Severer
Im ausgehenden 2. Jahrhundert und beginnenden 3. Jahrhundert konnten aufgrund der recht friedlichen Situation in Germania inferior Teile der XXX Ulpia Victrix in anderen römischen Provinzen stationiert werden.
Im Bürgerkrieg des Zweiten Vierkaiserjahres 193 unterstützte die XXX Ulpia Victrix Septimius Severus und kämpfte 196/197 gegen den Usurpator Clodius Albinus, wofür ihr der Titel Pia Fidelis (treu und loyal) gegeben wurde. Seit 197 war eine Vexillation aus Legionären der XXX Ulpia Victrix, I Minervia, VIII Augusta und XXII Primigenia in Lugdunum (Lyon) stationiert, wo die XXX Ulpia bis in die Zeit von Severus Alexander (222–235) nachzuweisen ist. Weitere Vexillationen waren in Rigomagus (Remagen) und an der Grenze zur Germania superior in Antunnacum (Andernach) stationiert, wie auch in Châlons, Lutetia (Paris), Avaricum (Bourges), Eliumberrum (Auch) und am Großen Sankt Bernhard Pass. In den Jahren 197/198 führte Claudius Gallus als Praepositus eine Vexillation der vier germanischen Legionen (I Minervia, VIII Augusta, XXII Primigenia und XXX Ulpia) im zweiten severischen Partherkrieg.
Zahlreiche Centurionen und Legionäre waren in Colonia Claudia Ara Agrippinensium (Köln), der Hauptstadt der Provinz Germania inferior (Niedergermanien), mit zivilen Verwaltungsaufgaben, öffentlichen Bauten und Polizeiangelegenheiten betraut. In Köln gibt es kaum Belege für eine Bautätigkeit der LEG XXX; anders in Bonna, dem Hauptlager der Legio I Minervia, wo eine VEX(illatio) L(egionis) TR(icesimae) (Abordnung der 30. Legion) und auch die Zusammenarbeit beider Legionen durch Bauinschriften nachgewiesen wurde. Auch an anderen Orten Niedergermaniens arbeiteten beide Legionen bei Baumaßnahmen zusammen. Dafür wurde das Kürzel EXGERINF (Exercitus Germaniae inferioris = Heer Niedergermaniens) verwendet.
Caius Iulius Septimius Castinus, der Legat der Legio I Minervia und späterer Statthalter in Pannonia inferior (208–211) und Dacia (214/215–217), führte als Dux um 207/208 eine Vexillation der vier germanischen Legionen Legio VIII Augusta, Legio XXII Primigenia, I Minervia und XXX Ulpia gegen Aufrührer und Rebellen in Gallien und Hispanien. Als gesichert gilt, dass ab 208 eine Vexillation am Britannienzug des Kaisers Septimius Severus teilnahm. Vermutlich war 232/233 eine Vexillation am Partherfeldzug des Kaisers Severus Alexander beteiligt.

### Soldatenkaiser
Um 240 brach die Rheingrenze unter dem Ansturm der Alamannen zusammen und die XXX Ulpia Victrix muss dabei eine Niederlage erlitten haben. Die Region konnte wieder unter Kontrolle gebracht werden, doch von 256 bis 258 fielen die Franken und Alamannen erneut in Gallien ein. Kaiser Gallienus (253–268) konnte sie abermals zurückwerfen. Münzfunde weisen darauf hin, dass sich die Legion dabei mehrfach bewährt hat und die Beinamen VI Pia Fidelis und VII Pia Fidelis erhielt. Im Jahr 260 wurde ein weiterer fränkische Einfall von Postumus abgewehrt. Postumus, dem sich auch die XXX Ulpia Victrix angeschlossen hatte, wurde von den Truppen zum Kaiser des Imperium Galliarum ausgerufen. Im Jahr 268 unterstützte die Legio XXX den Usurpator Laelianus, der jedoch innerhalb kurzer Zeit von Postumus in Mogontiacum (Mainz) belagert und besiegt wurde. Auch von Victorinus (269–271) wurden Münzen zu Ehren der Legio XXX Ulpia Victrix oder von ihr abgespaltener Vexillationen geprägt. Nach der Wiedereingliederung des Gallischen Sonderreiches in das Imperium im Jahr 274 zog Kaiser Aurelian zahlreiche Truppen ab. Die Franken nutzten die Gelegenheit und zerstörten 275/276 das Hauptlager der Legion in Vetera und die zivile Vorstadt Colonia Ulpia Traiana und besetzten für ein Vierteljahrhundert linksrheinisches Reichsgebiet.

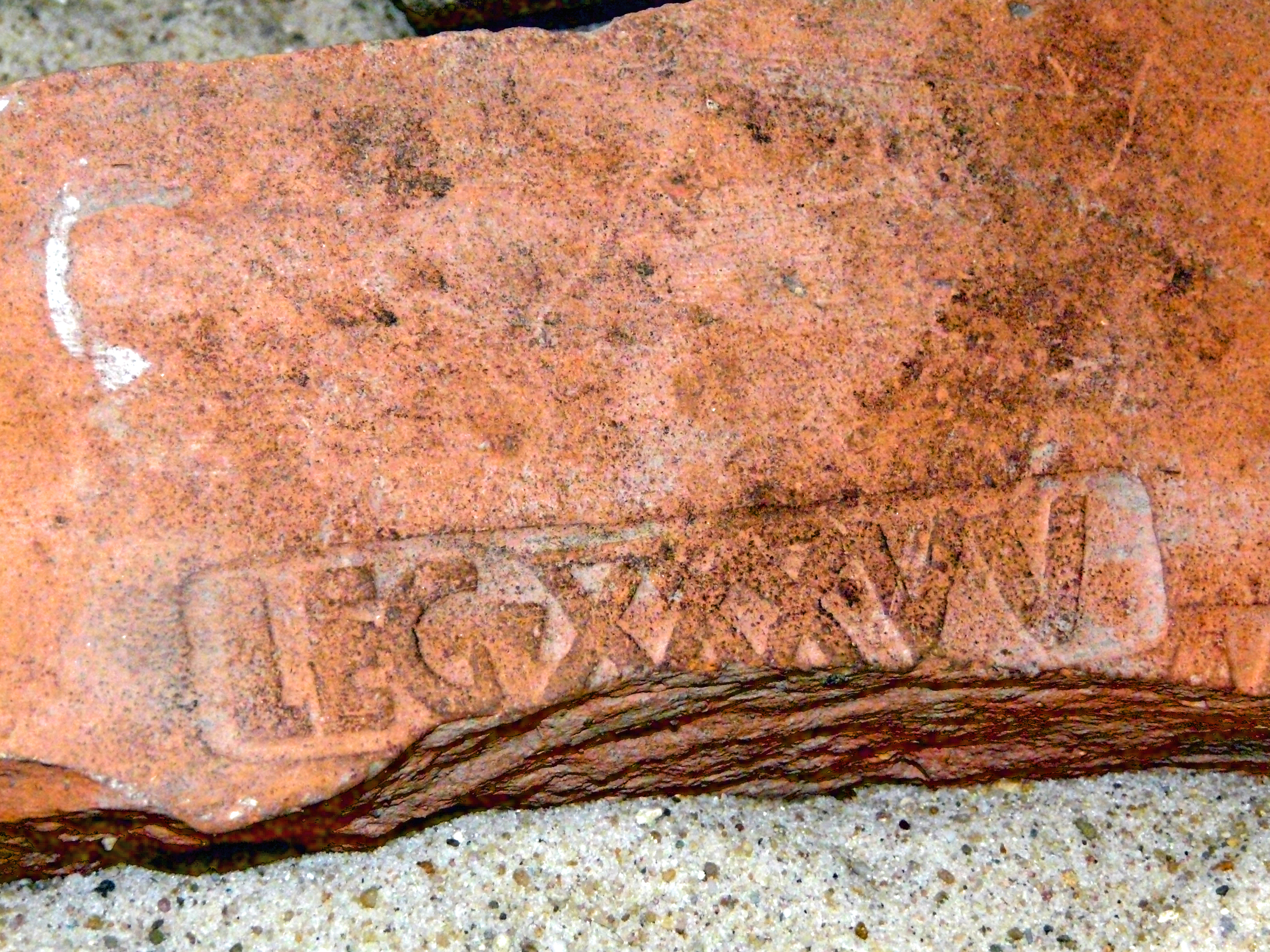
Gestempelter Ziegel der LEG(io) XXX V(lpia) V(ictrix)

### Spätantike
Im Herbst des Jahres 286 oder im Frühjahr 287 schloss sich die Garnison von Gesoriacum (Boulogne-sur-Mer), wahrscheinlich die Legio XXX, dem Usurpator Carausius (286–293) an, der auch Münzen zu Ehren der Legion prägen ließ. Als Constantius I. im Jahr 293 zum Mitkaiser (Caesar) des Westens wurde, ging er gegen den Usurpator vor und belagerte zunächst Gesoriacum, dessen Garnison sich schon bald ergeben musste. Im frühen 4. Jahrhundert kämpfte eine Vexillation der Legion für Konstantin den Großen gegen Maxentius. Mehrere Darstellungen auf dem Konstantinsbogen zeigen Legionäre der XXX Ulpia bei diesem Einsatz.
Bei erneuten Germaneneinfällen ab 352 wurde das Lager Vetera zerstört, aber um 359 als Tricensimae (die Dreissigste) wieder instand gesetzt. Eine bereits früher abgespaltene Vexillation wurde wahrscheinlich in den Römisch-Persischen Kriegen im Jahr 359 bei der Belagerung von Amida in Mesopotamia aufgerieben.
Die Legion war vermutlich noch im frühen 5. Jahrhundert in Tricensimae bei Xanten stationiert, verschwand aber aus den Quellen, als die Rheingrenze im Jahr 407 endgültig aufgegeben wurde. Ein letztes Mal wurde die Legion als Truncensimani im frühen 5. Jahrhundert in der Notitia dignitatum (occ. VII 108) als Pseudocomitatenses in Gallien genannt. Der Ursprung der Truncensimani aus der Legio XXX Ulpia Victrix ist jedoch umstritten.